# コロナ社 (出版社)
株式会社コロナ社（コロナしゃ、英: CORONA PUBLISHING CO.,LTD.）は、理学、工学などの大学・高専向け教科書、その他専門書に特化した出版社。文部科学省検定済教科書の発行も行うとともに、日本シミュレーション学会の賛助会員でもある。

## 発行書籍・シリーズ

### 数学
- 現代応用数学講座

### 理学
- Mathematicaで学ぶシリーズ
- 地学のガイドシリーズ
- 自然の歴史シリーズ

### 情報工学
- 現代非線形科学シリーズ
- コンピュータ数学シリーズ
- コンピュータサイエンス教科書シリーズ
- 自然言語処理シリーズ
- 並列処理シリーズ

### 経営管理工学
- 情報・技術経営シリーズ
- リスク工学シリーズ

### 電気・電子・通信・音響工学
- 電子情報通信レクチャーシリーズ
- 電子情報通信学会　大学シリーズ・大学シリーズ演習
- 大学講義シリーズ
- 電気・電子系　教科書シリーズ
- 電子・通信・情報の基礎コース
- 専修学校教科書シリーズ
- 新編電気工学講座
- 標準電気工学講座
- 標準電気・電子工学例題演習シリーズ
- 光エレクトロニクス教科書シリーズ
- フォトニクスシリーズ
- 音響入門シリーズ
- 音響工学講座
- 音響サイエンスシリーズ
- 音響テクノロジーシリーズ
- ディジタル信号処理ライブラリー
- テレビジョン学会教科書シリーズ
- 映像情報メディア機関技術シリーズ
- 高度映像技術シリーズ
- 電子通信大学講座
- 電気・電子工学大系
- 電気学会　電気専門用語集

### ME・医学
- 再生医療の基礎シリーズ
- バイオマテリアルシリーズ
- 臨床工学シリーズ
- ヘルスプロフェッショナルのためのテクニカルサポートシリーズ
- ME教科書シリーズ

### 計測・制御
- システム制御工学シリーズ
- 産業制御シリーズ
- 現代制御シリーズ
- 計測・制御テクノロジーシリーズ
- コンピュータ制御機械システムシリーズ

### 機械工学
- 機械系大学講義シリーズ
- 機械系教科書シリーズ
- 標準機械工学講座
- 精密工学講座
- 新編機械工学講座
- 機械工学大系
- メカトロニクス教科書シリーズ
- ロボティクスシリーズ
- コンピュータダイナミクスシリーズ
- コンピュータアナリシスシリーズ
- 塑性加工技術シリーズ
- 加工プロセスシミュレーションシリーズ
- 宇宙工学シリーズ

### 土木工学
- 土木系大学講義シリーズ
- 土木・環境系コアテキストシリーズ
- 環境・都市システム系教科書シリーズ
- 標準土木工学講座
- 基礎土木工学講座
- 新編土木工学講座

### 建築工学
- 建築構造講座
- 計算工学シリーズ

### 環境・エネルギー
- 地球環境のための技術としくみシリーズ
- シリーズ 21世紀のエネルギー

### 生命科学・農学
- バイオテクノロジー教科書シリーズ

### 人間科学
- ヒューマンサイエンスシリーズ

### 生活科学
- ライブラリー生活の科学

### 科学一般
- 新コロナシリーズ